# Progiraffa
Progiraffa — викопний рід парнокопитних жирафів раннього міоцену Пакистану. Вперше він був названий Пілігримом у 1908 році. Він більше нагадував коня, а не жирафа. Можливо, він харчувався рослинністю, знайденою у відкритому середовищі існування.